# کلر
کُلُر (به انگلیسی: Chlorine) عنصر شیمیایی با عدد اتمی ۱۷ و نماد Cl2(g) (گاز کلر) است. کلر در فرم عنصری خود (Cl2) تحت شرایط استاندارد، کلرید، اکسیدکننده قوی است که برای سفید سازی پارچه‌ها و به عنوان ضد عفونی‌کننده رایج در استخرهای شنا برای تمیزی و بهداشت آن‌ها مورد استفاده قرار می‌گیرد.
ِ
کلر دو و نیم مرتبه از هوا سنگین تر، دارای بوی بسیار بد و خفه‌کننده و بسیار سمی است. کلر به عنوان بخشی از نمک‌های طعام و ترکیبات دیگر به مقدار زیادی در طبیعت و لزوماً در بیشتر جانداران وجود دارد. گاهی در اتمسفر فوقانی ترکیبات کلرداری مانند کلروفلوئوروکربن وجود دارند که در تخریب لایه اوزون موثرند.

## ویژگی‌های درخور نگرش
خصوصیات فیزیکی: در دما و فشار استاندارد دو اتم کلر تشکیل مولکول ۲ اتمی کلر را می‌دهند. Cl2 گاز سبز مایل به زرد رنگی است که بوی قوی متمایزی دارد (بوی سفیدکننده). پیوند بین ۲ اتم کلر نسبتاً ضعیف است، که مولکول را بسیار واکنش پذیر می‌کند. نقطه جوش آن در حدود ℃۳۴ - است اما در دمای اتاق تحت فشار بالای اتمسفر می‌تواند مایع شود.
خصوصیات شیمیایی: همراه با فلور، برم، ید، کلر عنصری است از سری هالوژن‌ها (گروه ۱۷). کلر تقریباً با همه عناصر تشکیل ترکیب می‌دهد و ترکیبات کلریدها را می‌سازد. گاز کلر با بیشتر ترکیبات آلی واکنش می‌دهد، حتی به صورت غیرفعال سوختن هیدرو کربن‌ها را تحت تأثیر قرار می‌دهد. نام کلر برگرفته از واژه chloros به معنی سبز مایل به زرد است، که اشاره به رنگ این گاز دارد. در ۱ لیتر آب ۱۰ درجه، ۳٫۱۰ لیتر و در آب ۳۰ درجه تنها ۷۷/۱ لیتر کلر حل می‌شود.

## کاربردها
کلر عنصر شیمیایی مهمی در تصفیه آب، میکروب کش، آفت کش، مواد گندزدا در سفیدکننده و نیز در گاز خردل به‌شمار می‌رود.
همچنین کلر در ساخت طیف وسیعی از اقلام روزمره کاربرد دارد.
کلر در ترکیب نمک یا کلرید سدیم نیز وجود دارد.
برای از بین بردن باکتری و سایر میکروبهای موجود در ذخائر آب آشامیدنی بکار می‌رود. هیپوکلریت کلسیم ترکیبی هست حاوی کلر که در تصفیه آب‌های شرب استفاده میگردد . امروزه حتی به ذخائر کوچک آب همواره کلر افزوده می‌گردد. در تولید محصولات کاغذی، مواد ضد عفونی‌کننده، رنگدانه‌ها، مواد غذائی، حشره کشها، رنگ‌ها، فراورده‌های نفتی، پلاستیک، دارو، منسوجات، حلال‌ها و محصولات مصرفی بسیار زیاد دیگری کاربرد دارد.
کلر موجود در هیپوکلریت سدیم یا آب ژاول نیز جهت ضدعفونی و رنگبری مایع های سفید کننده است.
کلر موجود در ترکیب تری کلرو ایزوسیانوریک اسید یا قرص کلر حهت تصفیه و ضد عفونی آب‌های استخر شنا کاربرد دارد .
در ترکیبات آلی درصورتیکه کلر جایگزین هیدروژن شود «لاستیک مصنوعی» اغلب باعث ایجاد خصوصیات مورد نیاز در این ترکیبات می‌گردد لذا در ترکیب آلی از این عنصر به عنوان عامل اکسیدکننده و جانشین، به‌طور گسترده استفاده می‌گردد.
سایر موارد کاربرد کلر در تولید هیدروکلریک اسید، کلرات‌ها، کلروفرم، تتراکلرید کربن و در استخراج برم می‌باشد.

## تاریخچه
کلر (از واژه یونانی χλωρος به معنی سبز) را Carl Wilhelm Scheele در سال ۱۷۷۴ کشف نمود و اشتباهاً تصور کرد این عنصر حاوی اکسیژن است. Humphry Davy در سال ۱۸۱۰ نام کلر را برای این ماده انتخاب کرد و اصرار داشت که این ماده در واقع یک عنصر است.

## تولید
به‌وسیله برقکافت محلول آبداری از کلرید سدیم، کلر تولید می‌شود. این عنصر در طبیعت فقط به صورت ترکیب با سایر عناصر و عمدتاً سدیم به شکل نمک طعام (NaCl)، و همچنین در کارنالیت و سیلویت، یافت می‌شود.
در صنعت در فرایندهای سلول دانز (تولید سدیم مذاب از نمک مذاب با برقکافت) و در برقکافت محلول‌های غلیظ تر نمک برای تولید سدیم هیدروکسید به صورت فراوان تولید، پالایش، انتقال (بیشتر به صورت کپسول و گاهی به صورت مستقیم به کارگاه‌های مجاور) می‌شود.

## ایزوتوپ‌ها
دو ایزوتوپ پایدار اصلی برای کلر با جرم ۳۵ و۳۷ وجود دارد که به نسبت‌های به ترتیب ۳:۱ یافت شده و وزن اتمی مقادیر عمده و مشهود ۵/۳۵ را در اتم‌های کلر ایجاد می‌کنند. کلر دارای ۹ ایزوتوپ با جرم اتمی بین ۳۲ و ۴۰ است که تنها سه عدد از این ایزوتوپ‌ها به صورت طبیعی یافت می‌شوند. کلر پایدار ۳۵ (۷۷/۷۵٪)، کلر ۳۷(۲۳/۲۴٪) و کلر رادیواکتیو ۳۶.
نسبت کلر ۳۶ به کلر پایدار در محیط زیست تقریباًE -۱۵: ۱ ۷۰۰ است.Cl-۳۶ در جو به وسیله پراشیدن Ar-۳۶ بر اثر فعل و انفعالات پروتون‌های اشعه کیهانی حاصل می‌گردد. در زیر سطح زمین Cl-۳۶ عمدتاً در نتیجه جذب نوترون توسط Cl-۳۵ یا جذب موآن به‌وسیله Ca-۴۰ تولید می‌گردد. Cl-۳۶ به صورت S-۳۶ و Ar-۳۶ با نیمه عمر درهم ۳۰۸۰۰۰ سال متلاشی می‌شود. نیمه عمر این ایزوتوپ آب‌دوست و غیر واکنشی، آن را مناسب تاریخ‌گذاری زمین‌شناسی با دامنه‌ای از ۶۰۰۰۰ تا ۱ میلیون سال می‌نماید.
بعلاوه مقادیر زیادی Cl-۳۶ به وسیله پرتوافشانی بر آب دریا، در خلال انفجارات جوی سلاح‌های اتمی بین سال‌های ۱۹۵۸ و ۱۹۵۲تولید شد. مدت زمان حضور Cl-۳۶ در جو تقریباً یک هفته‌است؛ بنابراین Cl-۳۶ به‌عنوان رویداد شمار آب‌های داخل خاک و زیرزمینی دهه ۵۰ برای تاریخ‌گذاری آبهای کمتر از ۵۰ سال پیش نیز سودمند است. Cl-۳۶ در مراحل دیگری از علم زمین‌شناسی از جمله تاریخ‌گذاری یخ‌ها و رسوبات بکار می‌رود.

## هشدارها
کلر موجب تحریک دستگاه تنفسی شده و در حالت گازی باعث تورم غشای مخاطی و در حالت مایع موجب سوختگی پوست می‌شود. مقدار ۳٫۵ppm آن لازم است تا به عنوان بویی متمایز شناخته شود و مقدار ۱۰۰۰ppm آن کشنده است. به همین علت در طول جنگ جهانی اول کلر یکی از گازهایی بود که به عنوان گاز جنگی مورد استفاده قرار گرفت.
مواجهه با این گاز نباید از ۰٫۵ppm فراتر رود (با میانگین وزنی زمان ۸ ساعت –۴۰ ساعت در هفته).
مواجهه شدید با مقدار زیاد کلر غلیظ (اما نه مقدار کشنده) می‌تواند باعث ادم ریه یا آب آوردن آن که وضعیتی بسیار ناگوار است گردد. تماس دائم با مقادیر کم آن ریه‌ها را ضعیف کرده و آسیب‌پذیری ریه‌ها را در برابر بیماری‌های دیگر افزایش می‌دهد.
در صورت مخلوط شدن مواد سفیدکننده با آمونیاک، اوره و سایر محصولات شوینده، احتمال تولید گازهای سمی وجود دارد. این گازها حاوی مخلوطی از گاز کلر و نیتروژن تری کلرید هستند؛ بنابراین باید از تماس با چنین ترکیبی اجتناب کرد؛ برای مثال با ترکیب پودر پتاسیم کلرات با روغن ترمز باعث می‌شود که پس از چند ثانیه آتش بگیرد و به معادله زیر اکسایش یابد:
2KClO3 → 3 O 2 + 2 KCl 2

## جامعه و فرهنگ
کلر از رده میکروب زدایی آب مصرفی انسانی از نظر سازمان بهداشت جهانی WHO ناسالم اعلام شده‌است.
موارد متعددی مسمومیت گاز کلر در حوادث صنعتی وجود دارد. در ایالات متحده، قطار حمل و نقل در سال ۲۰۰۵ در کارولینای جنوبی متوقف شد و حدود ۱۱٬۵۰۰ گالن گاز کلر را در اثر نشتی تخلیه کرد. در نتیجه ۹ نفر مردند و حداقل ۵۲۹ نفر به مراقب های پزشکی نیاز پیدا کردند. در سال ۲۰۰۴ در تگزاس یک حادثه قطار حمل و نقل ۹۰٬۰۰۰ کیلوگرم گاز کلر و سایر مواد شیمیایی سمی منتشر شد. چهل و چهار نفر زخمی شدند، از جمله سه نفر کشته شدند. در ماه اوت ۲۰۰۲ در میسوری با شکسته‌شدن یک شلنگ در هنگام تخلیه در یک کارخانه شیمیایی، حدود ۱۶٬۹۰۰ پوند گاز کلر از یک ماشین تانکر ریلی آزاد شد و شصت و هفت نفر زخمی شدند. در نیجریه، در یک انفجار یک مخزن ذخیره‌سازی گاز کلر در یک کارخانه تصفیه آب در جوزف در سال ۲۰۱۵، هشت نفر مردند. رئیس دانشگاه علوم پزشکی دزفول گفت: در ژوئیه ۲۰۱۷ در ایران حداقل ۴۷۵ نفر، از جمله ۹ تن از آتش نشانان پس از نشت گاز کلر در استان جنوب غربی ایران خوزستان از مشکلات ریوی رنج می‌برند.